# 南口戰鬥 (北洋政府時期)
南口戰鬥指1926年5月10日至8月14日在北京西北南口爆發的戰鬥，是北洋政府時期內戰之一，交戰兩方為奉魯軍及國民軍。
1926年4月冯玉祥国民军在反奉战争中失利，于4月15日从北京城撤退至北京西北郊区昌平县南口镇。这里是通往绥远的交通要道，燕山山脉的一个山口，地势险恶，易守难攻。1926年5月18日奉系张作霖和直系吴佩孚联合发动对南口的进攻。冯系国民军在南口苦守3个月，于8月15日向包头五原一带撤退。南口阵地工事，由苏联专家维塔利·普里马科夫指导修建。
该战役在北京附近长时间吸引直奉两系主力，致使南方空虚，有力地支持南方國民革命軍北伐挺进。